# Symphyosira rosea
Symphyosira rosea är en svampart som beskrevs av Keissl. 1913. Symphyosira rosea ingår i släktet Symphyosira och familjen Helotiaceae.   Inga underarter finns listade i Catalogue of Life.